# Schießscharte

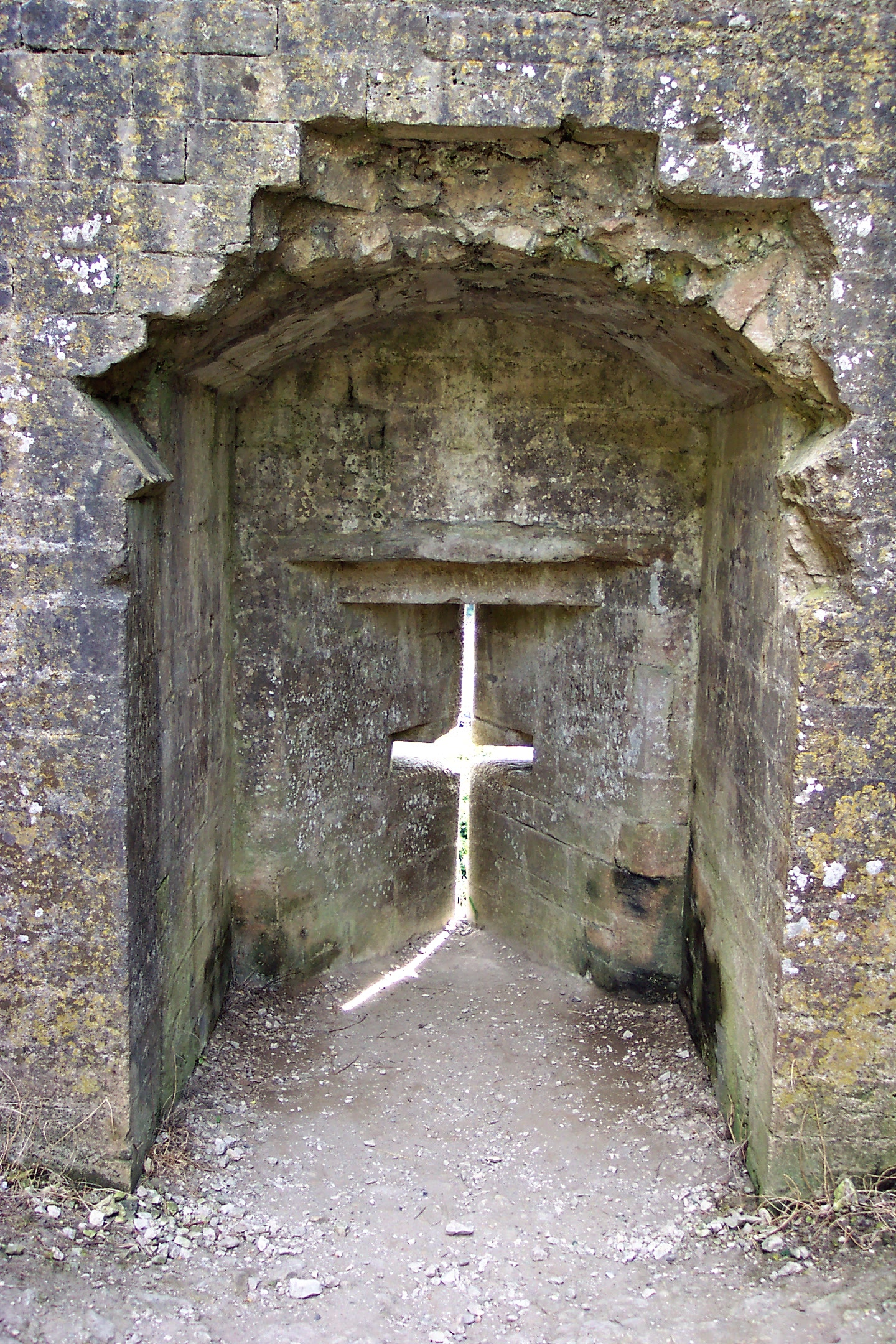
Schießnische mit Kreuzscharte (Corfe Castle)

Eine Scharte (Schießscharte) ist im Festungswesen eine Öffnung innerhalb einer Befestigung, die einem Schützen den Einsatz einer Fernwaffe bei gleichzeitiger hoher Deckung erlaubt. Schießscharten treten in vielfältigen Formen, vor allem an spätmittelalterlichen Burgen, Wehrkirchen und neuzeitlichen Festungen auf. Die Form ergibt sich in erster Linie aus der Funktionsweise der jeweiligen Waffe, für welche die Scharte angelegt wurde.
Schießscharten sind zu unterscheiden von bloßen Licht- und Luftschlitzen, die von außen ähnlich aussehen, deren Maueraussparungen aber für eine Waffenführung zu eng sind, sowie von Wurf- oder Gussöffnungen (Maschikuli). Schießscharten wurden oft auch erst nachträglich eingebaut oder modifiziert, was zu Fehldatierungen von Bauwerken führen kann.

## Definition
Eine Schießscharte ist ein Wehrelement, das eine aktive Verteidigung ermöglicht, insbesondere durch Bogen, Armbrust und später Hakenbüchse oder Geschütz. Bauliche Elemente sind die Schartenform (Form der Außenöffnung), die Gestaltung des Mauerdurchbruchs, die Größe und Position der Innenöffnung und das Sichtfeld. In der Mauerinnenseite öffnet sich eine (engere) Nische, hinter der sich manchmal eine geräumigere Schießkammer als Maueraussparung befindet. In jedem Fall muss gewährleistet sein, dass der Schütze sich mit seiner Waffe in oder an die Öffnung stellen, beugen oder lehnen kann und dabei ausreichende Sicht hat.
Während Schießkammern aufrechtes Stehen und volle Bewegungsfreiheit ermöglichen, ist dies bei den Nischen angesichts der Höhe eines Bogens zwischen 1,2 und 2,0 Metern und der Breite einer Armbrust zwischen 0,6 und 0,8 Metern schwierig. Hat eine Nische unter 0,6 m Breite und 1,2 m Höhe, zwingt sie den Schützen, seine Waffe außerhalb der Nische in einer Entfernung von über 1 m ohne hinreichendes Sichtfeld einzusetzen; es handelt sich dann um notdürftige bis ungeeignete Schießscharten. Hakenbüchsen mussten wegen ihres Gewichts und Rückstoßes in der Scharte schwenkbar verankert sein.
Der Aufbau besteht aus dem Schartenmund bzw. der Schartenmündung (der äußeren Öffnung), dem Schusskanal, der sich oft nach innen aufweitet, und der Nischenöffnung auf der Innenseite. Es gibt auch doppelte Aufweitungen auf der Innen- und Außenseite (Zangenscharten mit Schartenenge in der Mitte), meist bei Artilleriescharten des 15. und 16. Jahrhunderts. Auch in anderen Sprachen wird zwischen der sich nach außen verjüngenden Aussparung in der Wand der Befestigung (englisch Embrasure, französisch Embrasure, russisch Амбразура) und der eigentlichen Öffnung (englisch Balistraria oder arrow loop, „Pfeilschlitz“, französisch Meurtrière „Mörderin“, russisch Бойница) unterschieden.

## Typologie und Chronologie
Schießscharten waren bereits in der griechischen und römischen Antike bekannt und wurden über den byzantinischen und islamischen Wehrbau mit dem Zweiten und Dritten Kreuzzug nach West- und Nordeuropa vermittelt. Im deutschsprachigen Raum sind die ältesten erhaltenen Beispiele die um 1180 bis 1200 entstandenen Scharten am Karthäuserwall (am Hansaring) der Kölner Stadtmauer; dabei handelt es sich um kurze Schlitzscharten in breiten rundbogigen Arkadennischen. Tiefe Schießnischen sind auch um 1250-75 an der Burg Lichtenfels (Dornhan) entstanden. Ab den 1230er Jahren sind auch vermehrt lange Schlitzscharten anzutreffen, etwa an der Stadtbefestigung von Oberwesel (1241) oder der Burg Ortenberg (Elsass) (um 1260). Für Langbogen können die Schießscharten eine Höhe von über 2 Meter erreichen, die Außensohlen des Schartenmunds sind zur Erweiterung des Schussfelds oft abgeschrägt; auch abgetreppte Außensohlen wurden genutzt, um zu verhindern, dass Geschosse durch abgeschrägte Außensohlen in die Schießscharte gelenkt wurden. Wenn Türme, Felsen etc. das Schussfeld zwischen der Schießscharte und einem Ziel einschränkten, wurde es über Scharten in diesen erweitert. Ein Beispiel, in dem sowohl abgetreppte Außensohlen wie auch eine Scharte in einem Turm zu sehen sind, findet sich in der Burg von Burghausen (außen abgetreppte Schießscharte ca. 40 m nordnordöstlich des Stephansturmes am Burgeingang über den Burgsteig; Ziel das zur Stadt gelegene Tor des Stephansturmes). Ab dem 2. Drittel des 14. Jahrhunderts wurden die Schlitzscharten etwas kürzer und breiter (über 10 cm).
Scharten können im Mauerwerk oder auch in hölzerne Bauteile (beispielsweise in Hurden) eingelassen sein. Schießscharten können Bestandteil einer Brustwehr, eines Wehrturms oder auch von kleineren Schützenstellungen wie beispielsweise Wehrerker oder Scharwachttürmchen sein.

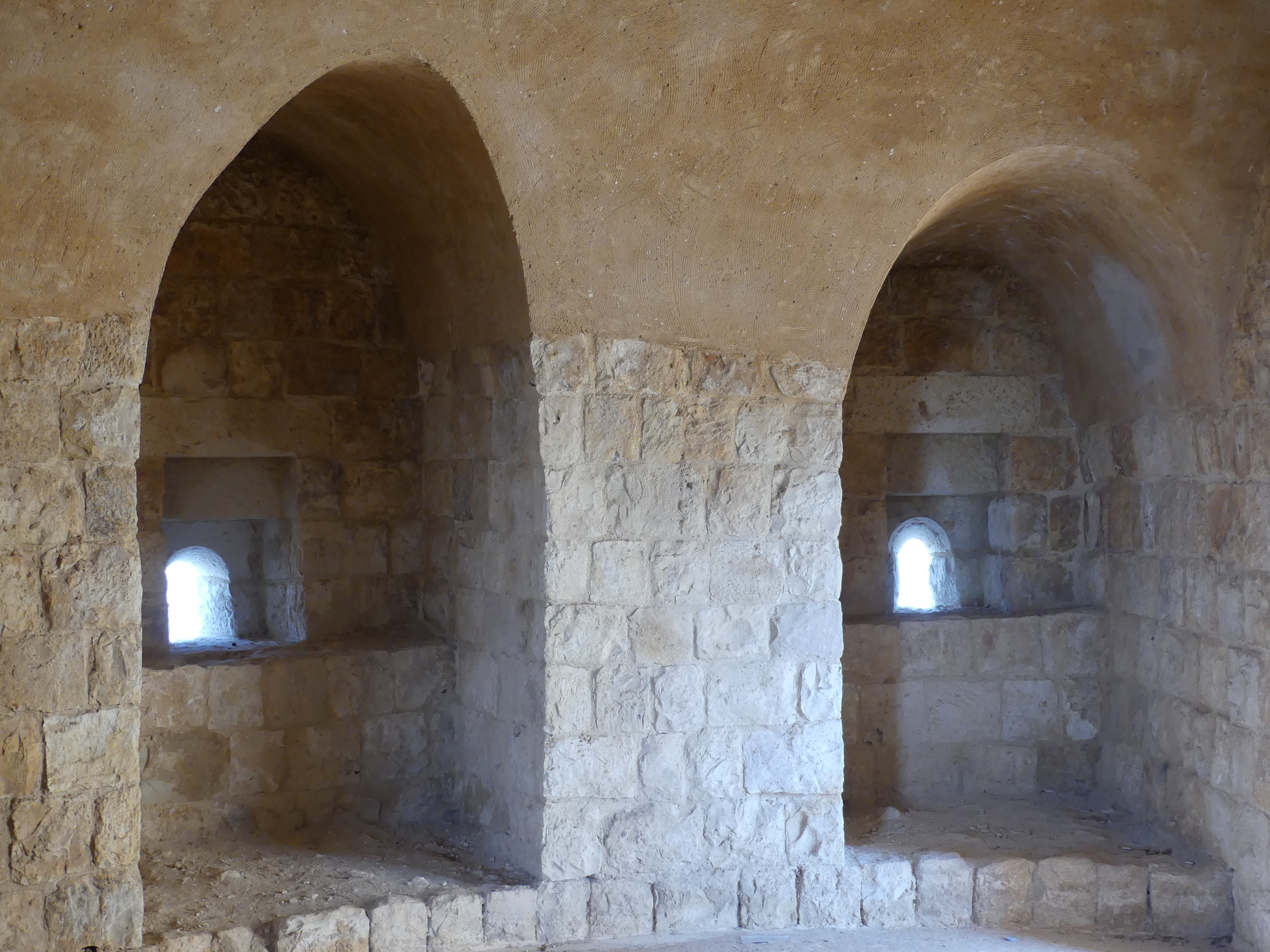
Schießkammern (um 1116) in Chamaa (Libanon)
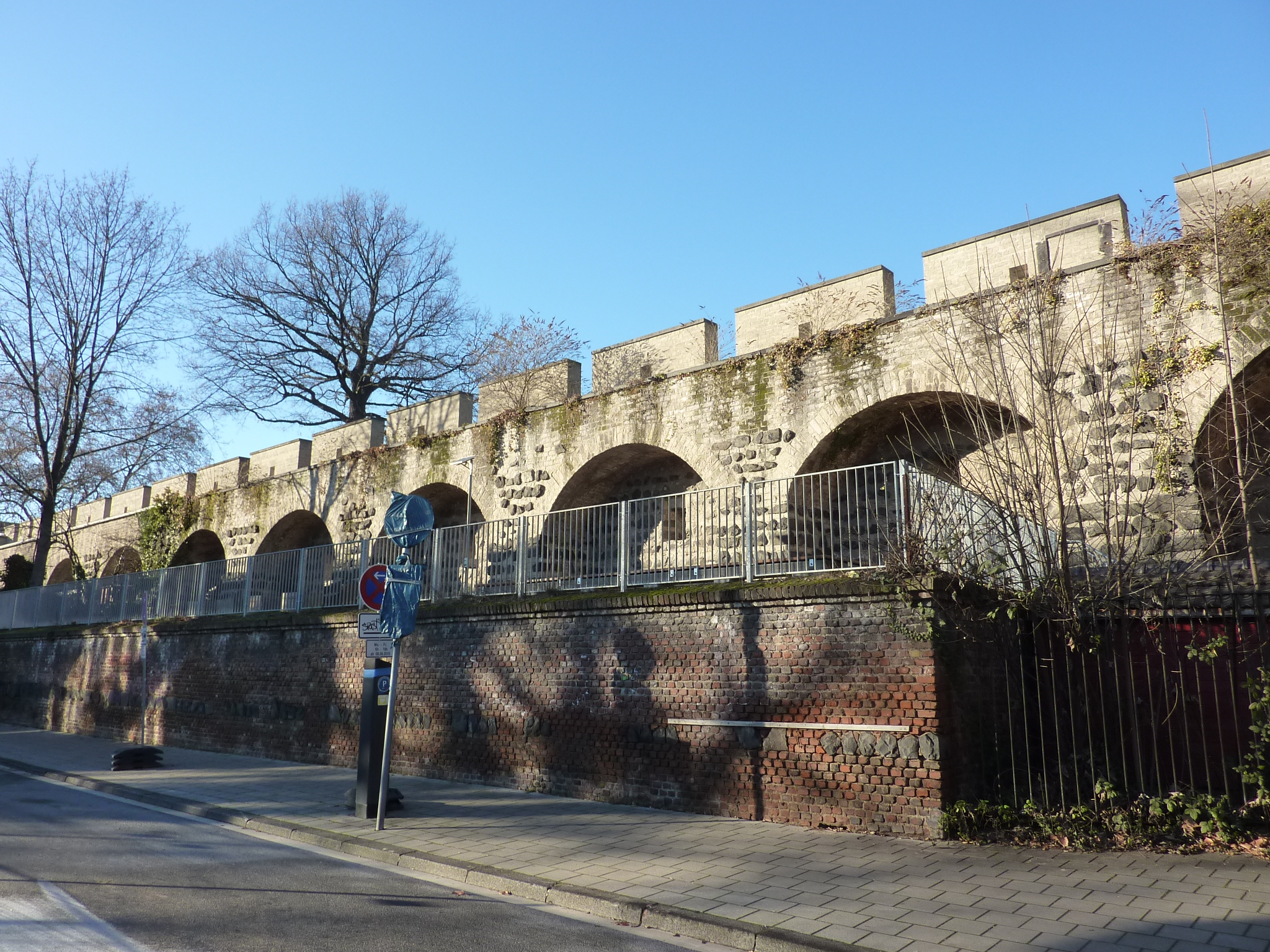
Arkadennischen der Kölner Stadtmauer, um 1180
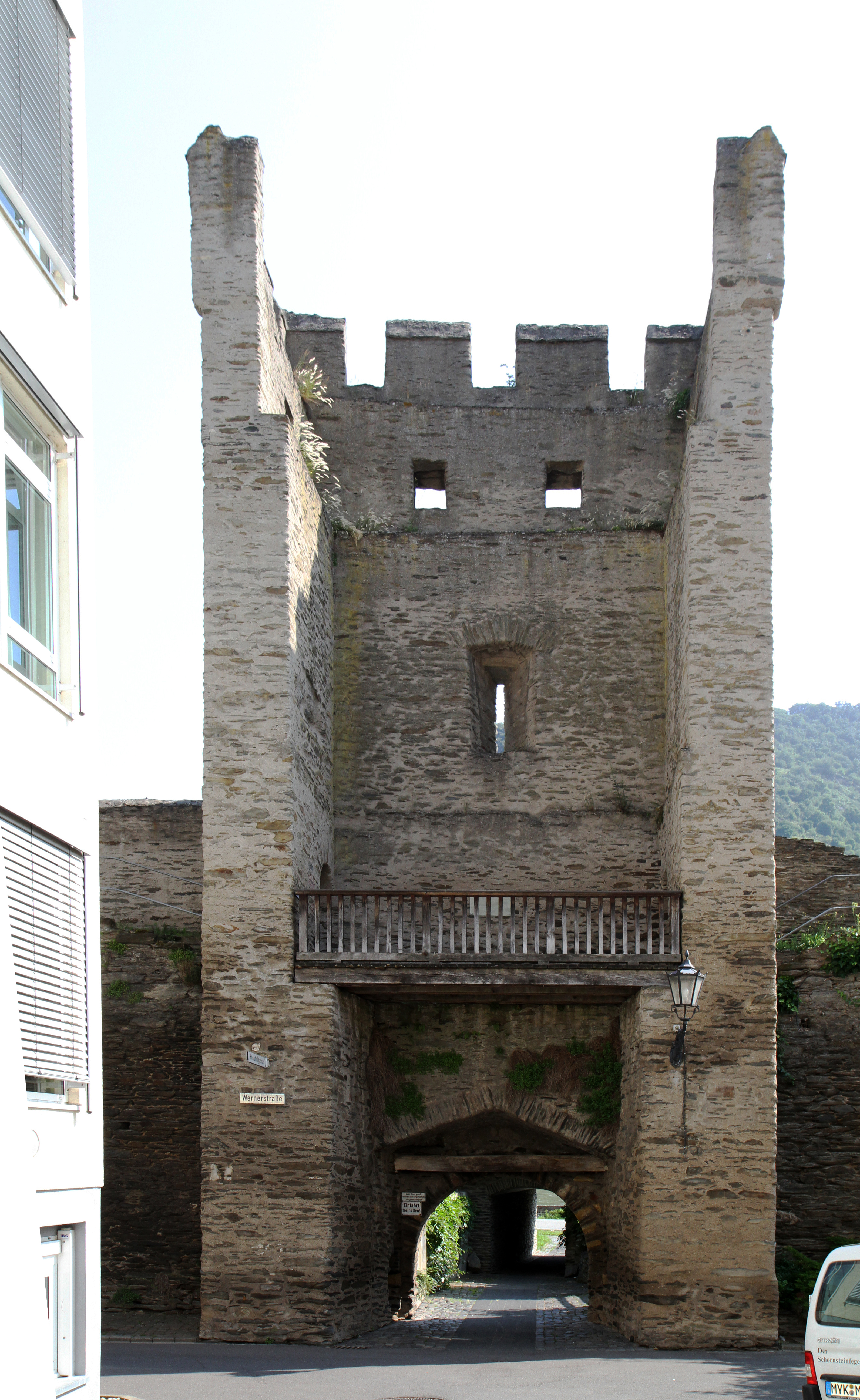
Oberwesel: Schalenturm mit Schießscharte, 1241
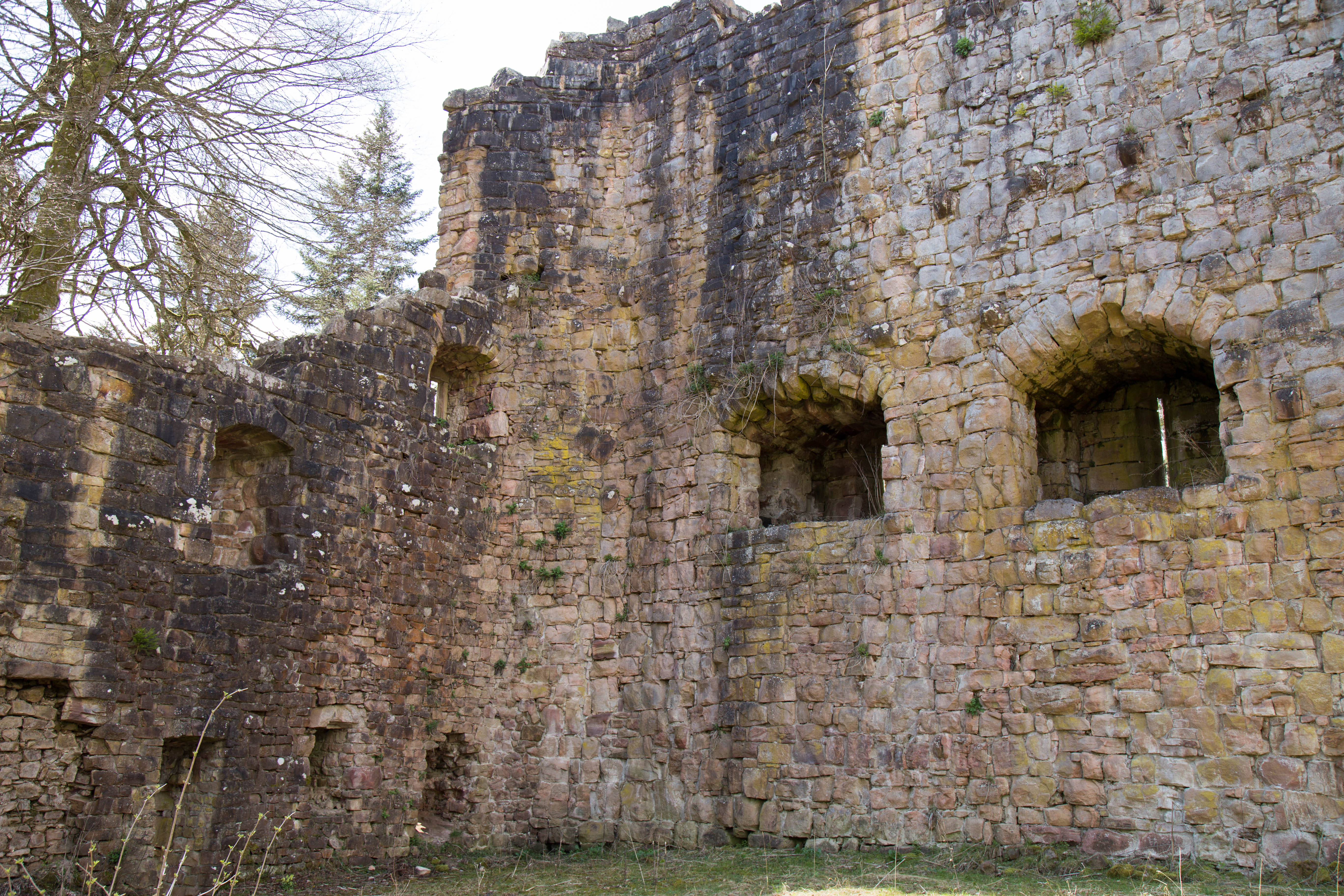
Schießnischen, Burg Lichtenfels (Dornhan), um 1250
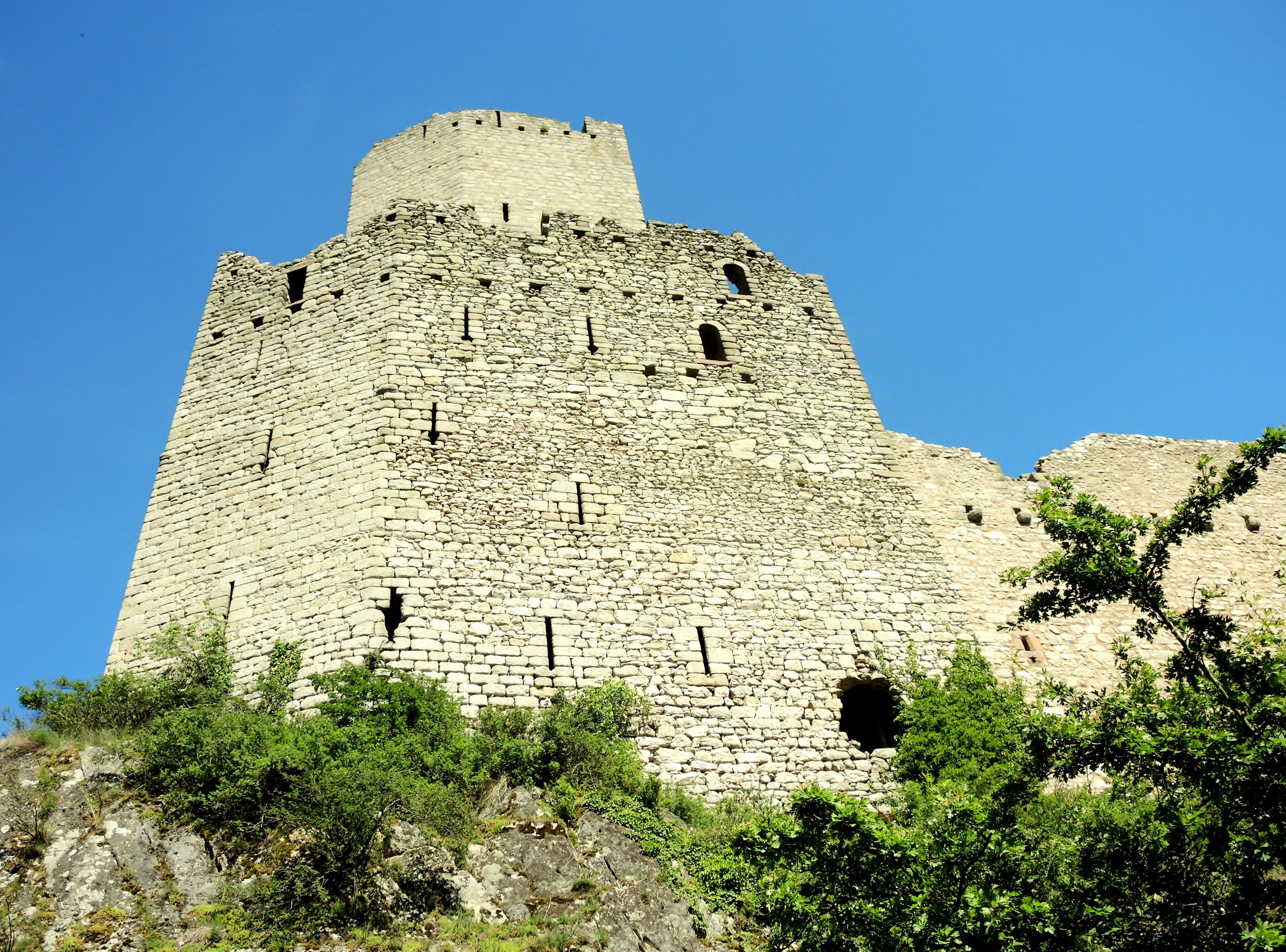
Schlitzscharten, Burg Ortenberg (Elsass), um 1260

### Bogenscharten

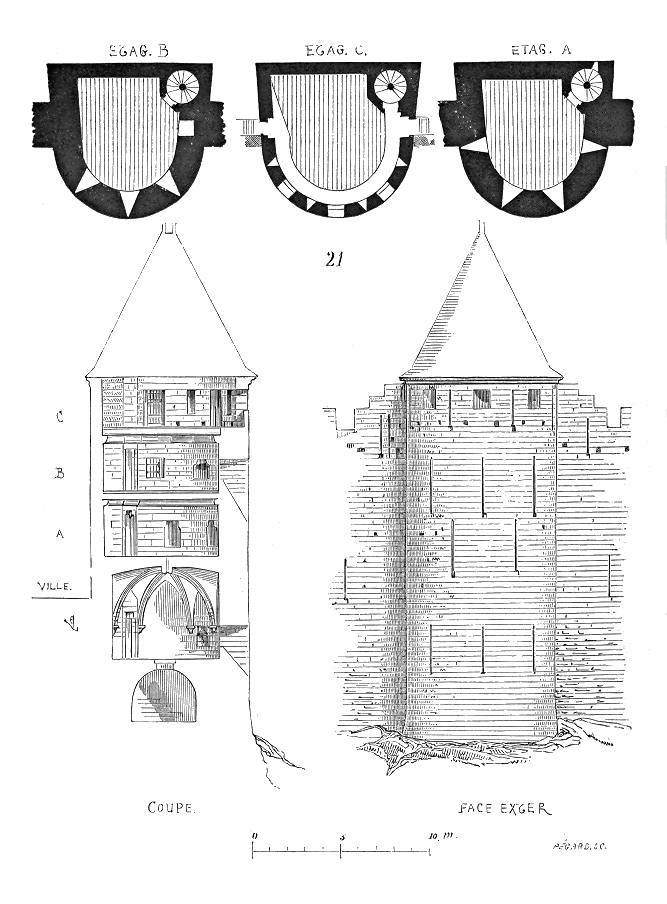
Mauerturm mit Bogenscharten

Scharten für Bögen haben die Form eines langen senkrechten Schlitzes. Die Länge ergibt sich aus dem Umstand, dass der Pfeil auf längere Distanz schräg nach oben und auf kurze Distanz schräg nach unten abgeschossen wird, so dass für die verschiedenen Schussweiten genügend vertikaler Raum vorhanden sein muss. Der senkrecht gehaltene Bogen erforderte außerdem eine hohe Schießnische.
Erhaltene Bogenscharten sind vergleichsweise selten, unter anderem deshalb, weil nach der Etablierung neuer Fernwaffen wie der Armbrust ältere Scharten oft umgebaut und an die neue Funktionsweise angepasst wurden.
Auf den ersten, oberflächlichen Blick leicht mit Bogenscharten zu verwechseln sind die ebenfalls vertikalen Lichtschlitze, die beispielsweise bei den mitteleuropäischen Bergfrieden häufig anzutreffen sind. Diese eignen sich jedoch nicht für den Einsatz von Bögen, weil die dahinterliegende Schießnische fehlt. Sie dienen ausschließlich der Belichtung und Belüftung des Turminneren.

### Armbrustscharten
Scharten für Armbrüste haben eine senkrechte Schlitzform, sind jedoch niedriger und breiter als Bogenscharten. Auch die zugehörige Nische ist breiter, um der horizontal gehaltenen Waffe genügend Raum zu geben. Manche Armbrustscharten besitzen zusätzlich kurze horizontale Schlitze (z. B. die Kreuzscharte). Da die Armbrustbolzen eine gestrecktere Flugbahn haben, kann die vertikale Schlitzöffnung niedriger und die gesamte Konstruktion massiver und damit stabiler ausgeführt werden als bei einer Bogenscharte.

### Scharten für Feuerwaffen

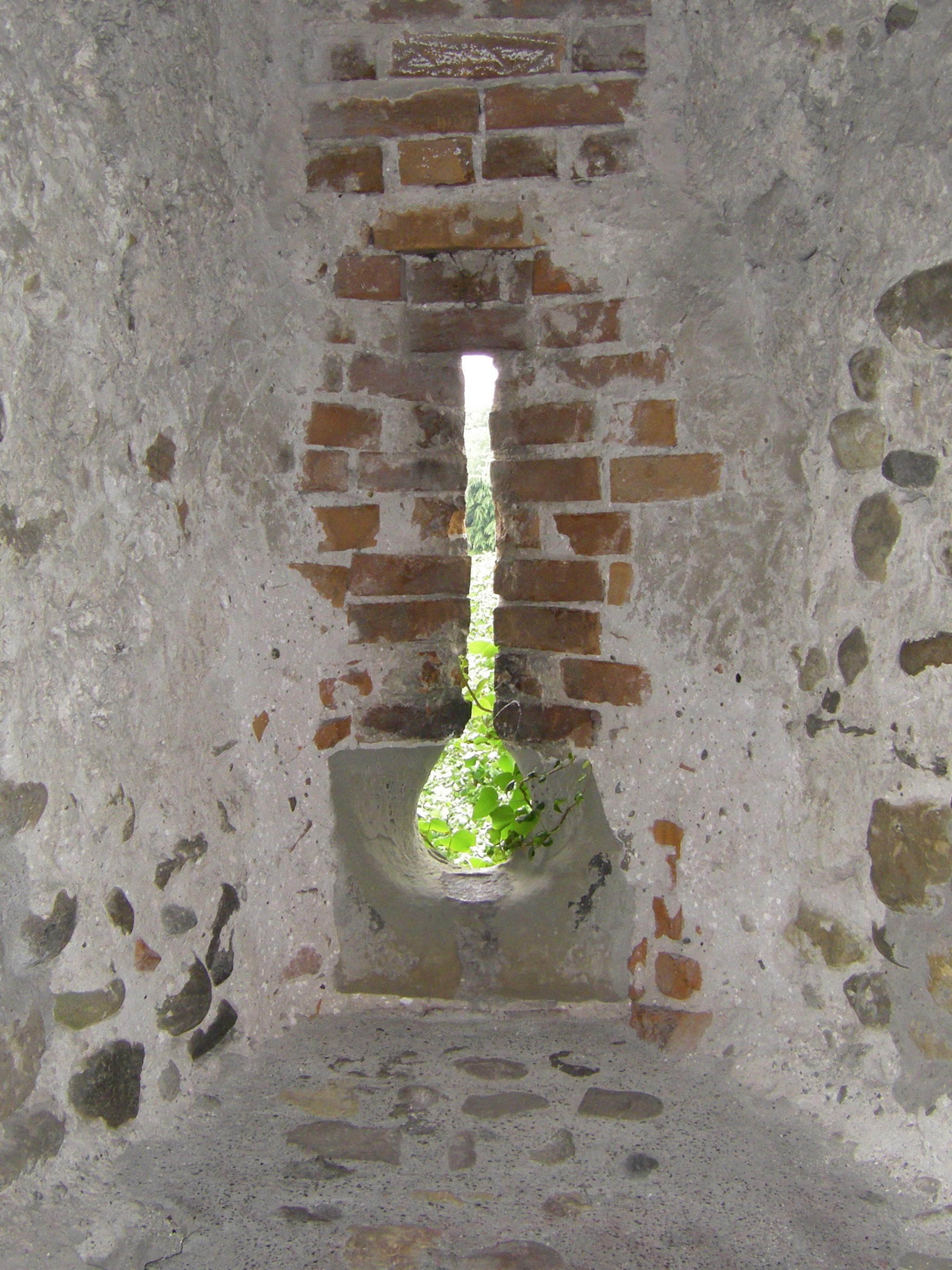
Schlüsselscharte in einem Turm der Stadtmauer von Murten (Schweiz)

Mit der Verbreitung des Schwarzpulvers seit dem frühen 14. Jahrhundert wurden schon bald erste Feuerwaffen entwickelt, insbesondere auch Handbüchsen und Hakenbüchsen zur Verteidigung von Burgen und anderen Befestigungen. In England entstanden für Hakenbüchsen bereits ab 1360 sogenannte Schlüssel(loch)scharten, bei denen die Öffnungen durch senkrechte Sichtschlitze ergänzt werden, wodurch sie umgedrehten Schlüssellöchern ähneln. Im deutschsprachigen Raum kamen sie erst ab etwa 1400 auf. Hauptmerkmal ist eine kreisrunde Öffnung für die Büchsen. Diese wurden an Prellhölzern eingehängt, deren Löcher beidseitig in den Nischenöffnungen erkennbar sind, oder in hölzerne Balkenschirme gesteckt, die ihrerseits Loch- oder Rechtecköffnungen hatten. Rechteckscharten hatten zwar ein schlechteres Sichtfeld, jedoch ein breiteres Schussfeld. Die runde Öffnung kann mit verschiedenen Arten von Sichtschlitzen oder Spählöchern kombiniert sein. Es wurden aber auch Mischformen entwickelt, die den Einsatz sowohl von Armbrüsten als auch von Büchsen ermöglichten.
Mit der Entwicklung der Feuerwaffen am Übergang vom Spätmittelalter zur Frühen Neuzeit veränderte sich auch das Fortifikationswesen grundlegend. Befestigungen wurden nun zunehmend massiver, breiter und niedriger ausgeführt (z. B. Rondell und Bastei) und man entwickelte im unmittelbaren Vorfeld der Festung eine spezielle Grabenverteidigung. Eine darauf spezialisierte Schartenform ist die horizontal ausgerichtete Maulscharte bzw. Schlitzmaulscharte, von der es wiederum zahlreiche Variationen gibt. Beispiele finden sich vor allem im hessischen Raum aus der Zeit zwischen 1450 und 1490. In der zweiten Hälfte des 15. Jahrhunderts wurde mit vielerlei Varianten experimentiert. Teilweise entstanden kuriose Schartenformen, die oft nur noch Statussymbole mit eingeschränkter Nutzbarkeit waren, etwa im 16. Jahrhundert sogenannte Brillenscharten (etwa in der Form einer Skibrille) oder die Fratzenscharten und als Maskarone gestaltete Maulscharten. Ab etwa 1570 wurden Schlüsselscharten auch in Miniaturform angebracht, die allenfalls zum Einsatz von Pistolen geeignet waren.

### Sonderformen
- Senkscharten führen in der unteren Hälfte schräg durch die Mauer, wodurch der tote Winkel vor der Mauer, welcher nicht durch die Schießscharte geschützt werden kann, verringert wird. Beginnt eine Scharte unter Brusthöhe und reicht bis in den Fußbodenbereich hinab (diagonaler Schusswinkel), wird sie als Fußscharte bezeichnet. Eine senkrechte Schartenöffnung in einem vorkragenden Bauteil wird hingegen als Maschikuli bezeichnet und dient in erster Linie als Öffnung für Wurfsteine.

- Nasenscharten verfügen über ein schräg aus der Mauer hervortretende Mauerblende mit einer Schuss- oder Wurföffnung am unteren Ende. Sie stellen eine Übergangsform zum Wehrerker dar und werden auch als „Pechnasen“ bezeichnet.

- Kugelscharten sind mit einer ins Mauerwerk eingebauten, beweglichen und für den Lauf der Waffe durchbohrten Holzkugel (sog. „Holzauge“) ausgestattet, durch deren Bohrung vor der Einführung der Schusswaffe das Vorgelände abgesucht werden kann – worauf eine bekannte Redewendung Bezug nimmt. Kugelscharten bieten dem Schützen ein hohes Maß an Deckung. Anstatt einer Kugel kann auch eine senkrechte hölzerne Spindel die Funktion übernehmen.

- Spindelscharten sind breitere Schlitzscharten, in denen sich eine drehbare Holzspindel mit Schartenöffnung befindet. Sie kommen in Mitteleuropa zwischen 1480 und 1520 vor.

- Schießluken sind etwa 50 cm breite, durch Holzklappen verschließbare Öffnungen, die für den Einsatz von Geschützen vorgesehen waren.

- Hosenscharten haben eine gemeinsame Innenöffnung, von der sich mehrere Schusskanäle fächerartig durch das Mauerwerk ziehen; bei drei Schusskanälen spricht man von Drillingsscharten.

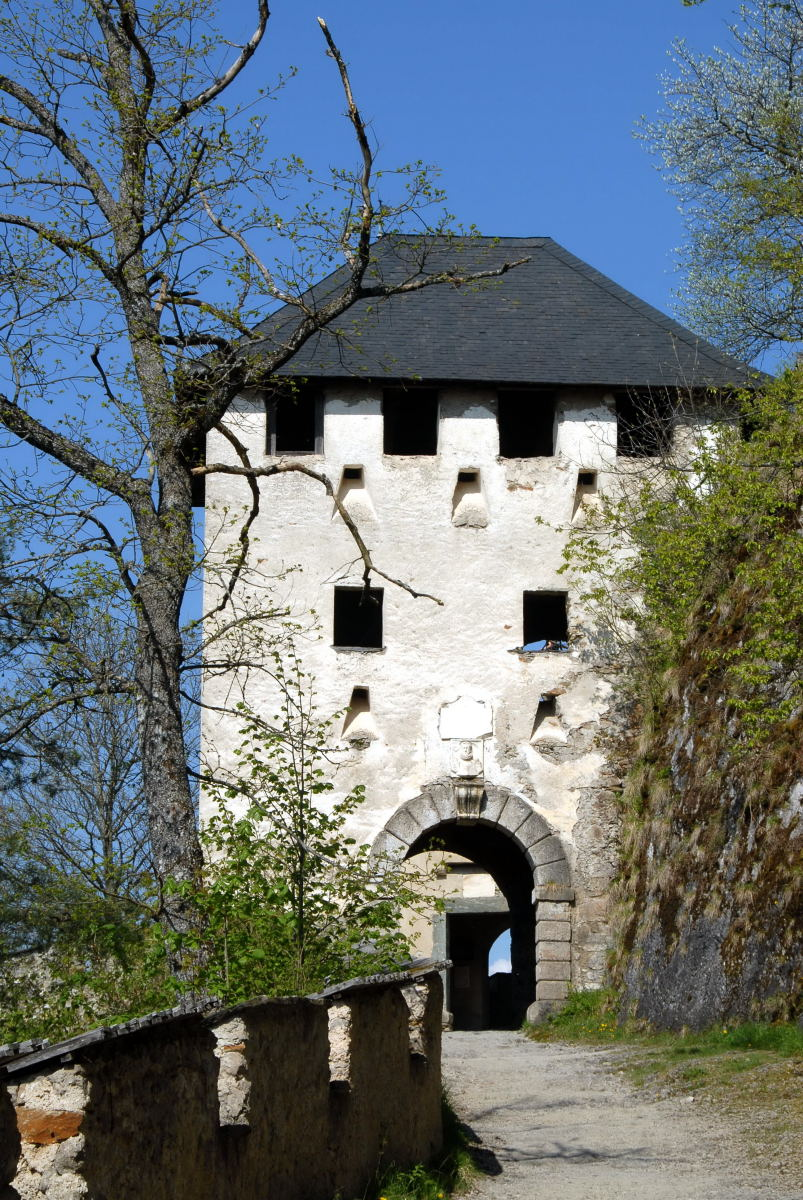
Senkscharten am Waffentor der Burg Hochosterwitz (Österreich)
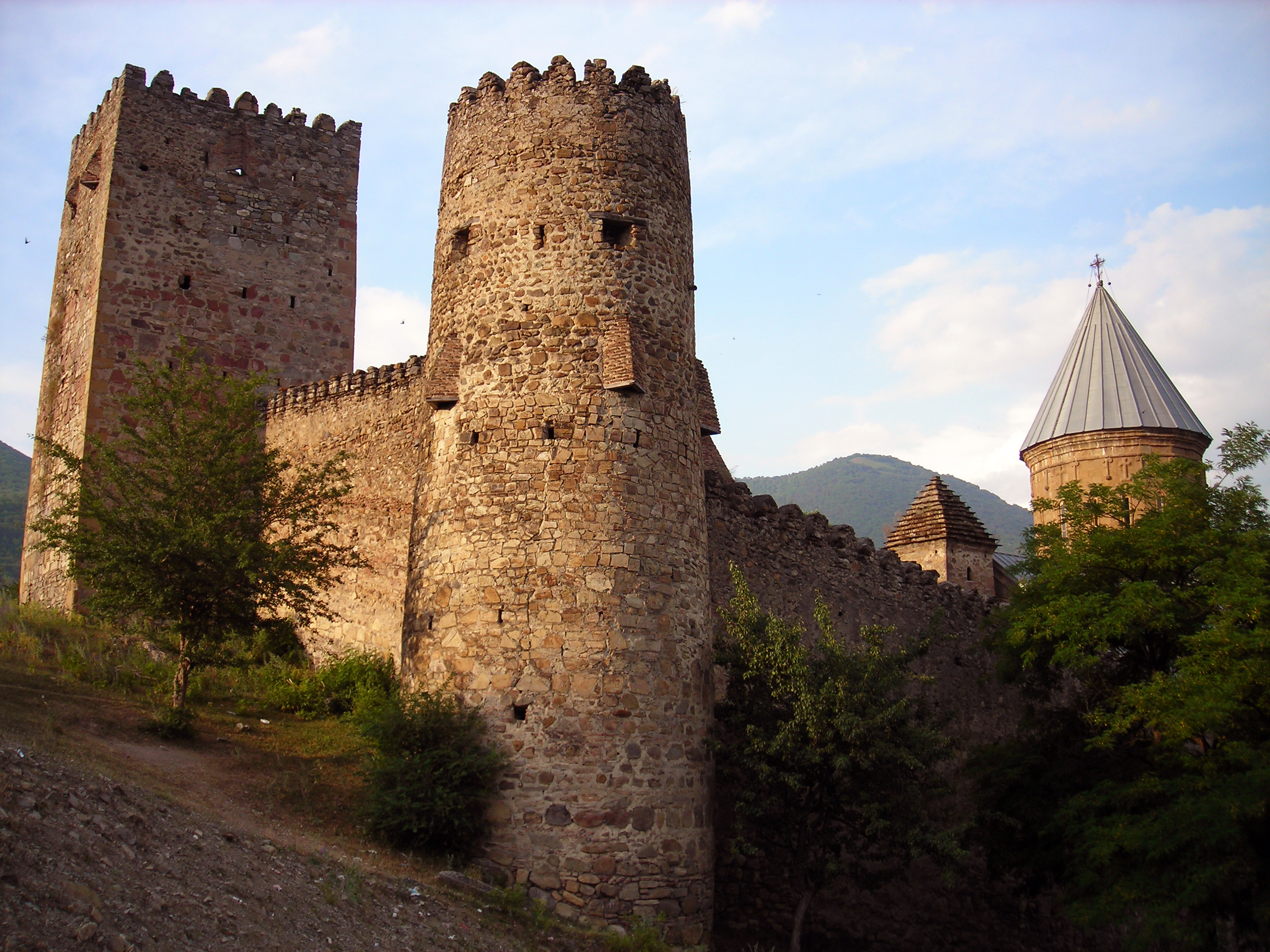
Türme mit Nasenscharten, Ananuri in Georgien
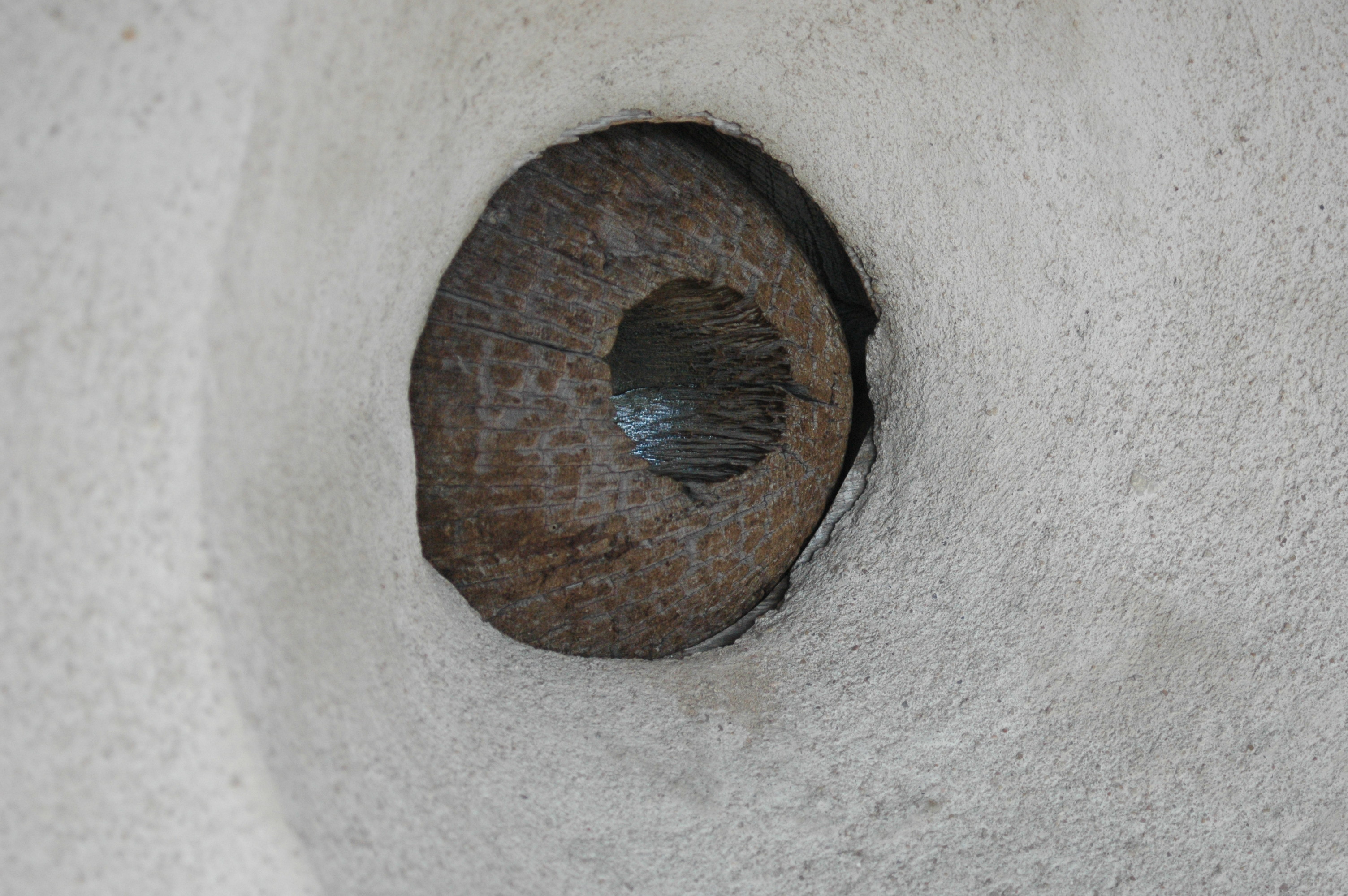
Kugelscharte mit beweglichem „Holzauge“ auf der Burg Harburg (Schwaben)

## Neuzeitliche Schießscharten
An den Festungen des Ersten und Zweiten Weltkriegs wurden die Scharten stets mit einer Panzerung versehen, da sie eine Schwachstelle der gesamten Struktur darstellten. Zur Verbesserung des Schutzes wurden solche Öffnungen als Minimalscharte (→ Minimalschartenkanone) ausgeführt. Bei dieser Bauform wurde der Drehpunkt der Waffe in die Scharte selbst verlegt, so dass die zugehörige Öffnung eine minimale Größe erhielt.
Ende des 19. Jahrhunderts wurden bewegliche Panzerkuppeln entwickelt, die mit Scharten ausgestattet waren. Im Falle eines schweren Artillerie- oder Bombenangriffs konnten diese Stahlkuppeln versenkt werden, um möglichst wenig Angriffspunkte zu bieten.

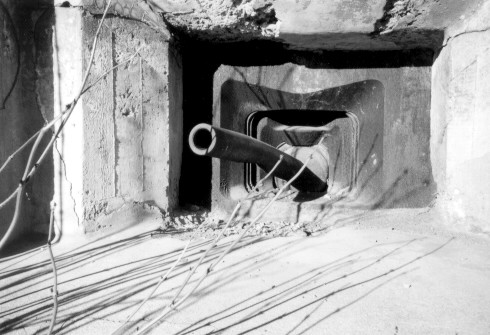
Gepanzerte Minimalscharte mit zerstörter Kanone im Fort Eben-Emael
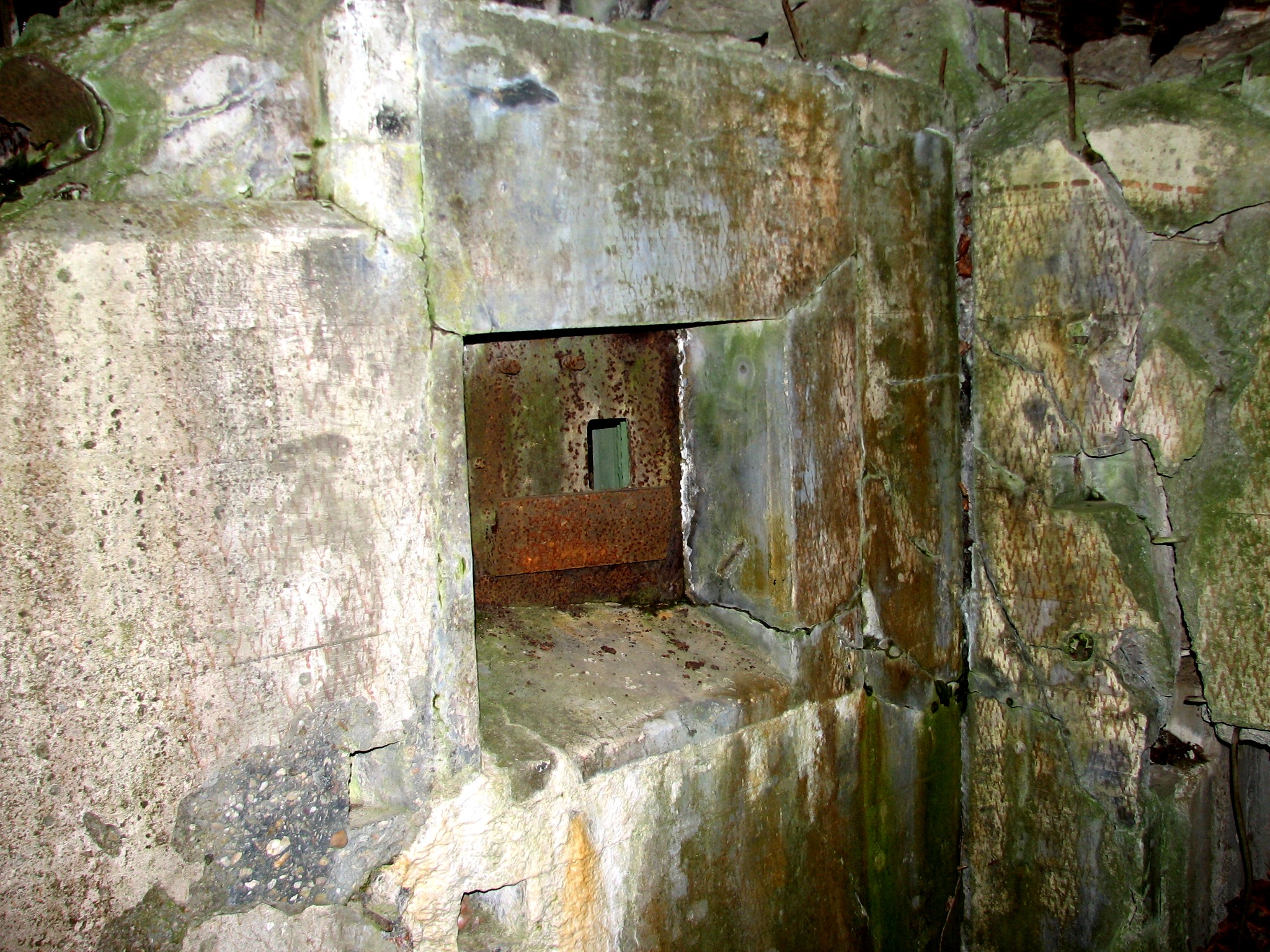
Schartenplatte 48P8 eines Regelbau B 1/1 am Westwall (Neckar-Enz-Stellung)
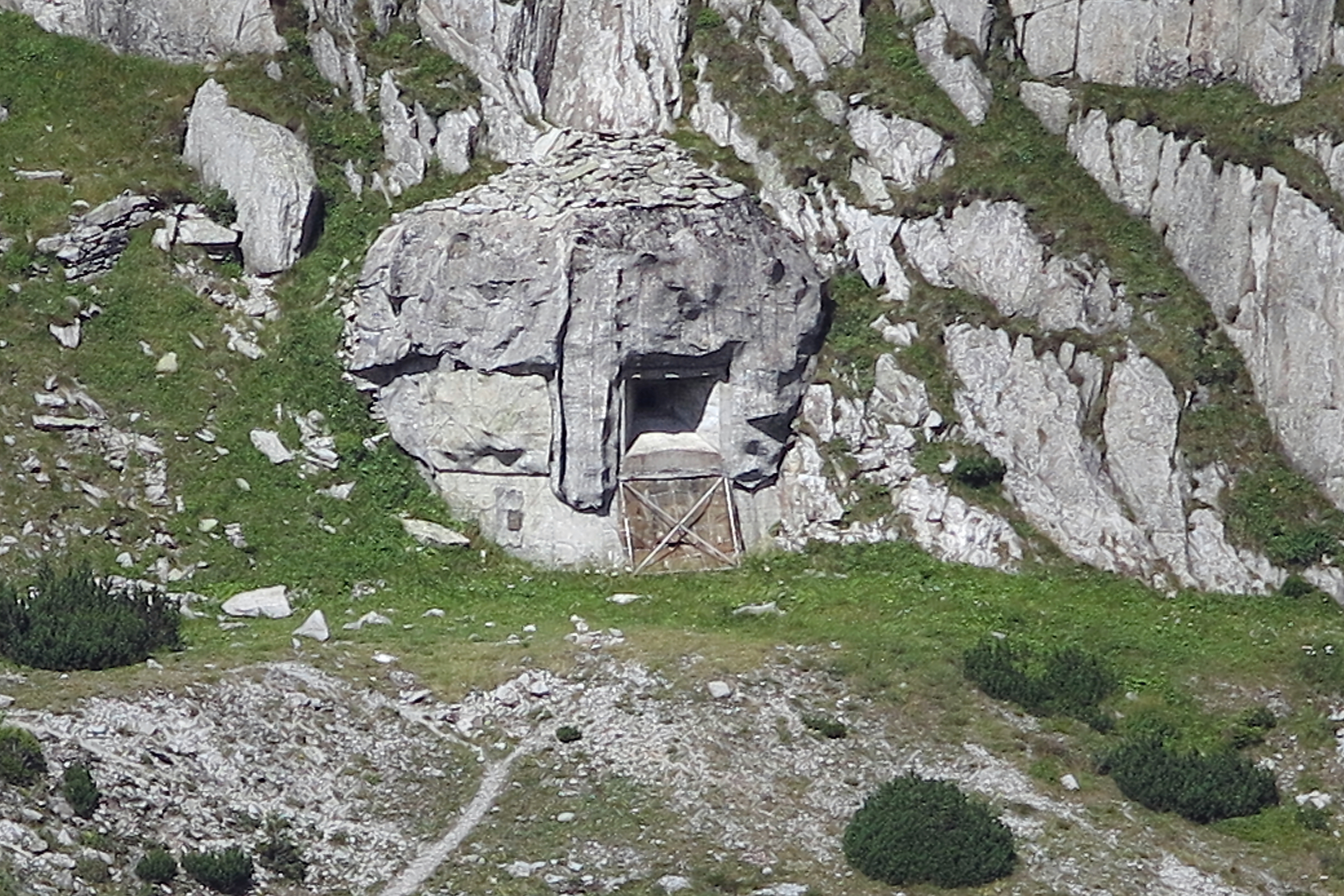
Scharte mit geschlossener (links) und geöffneter (rechts) Tarnung (Fort Bühl)
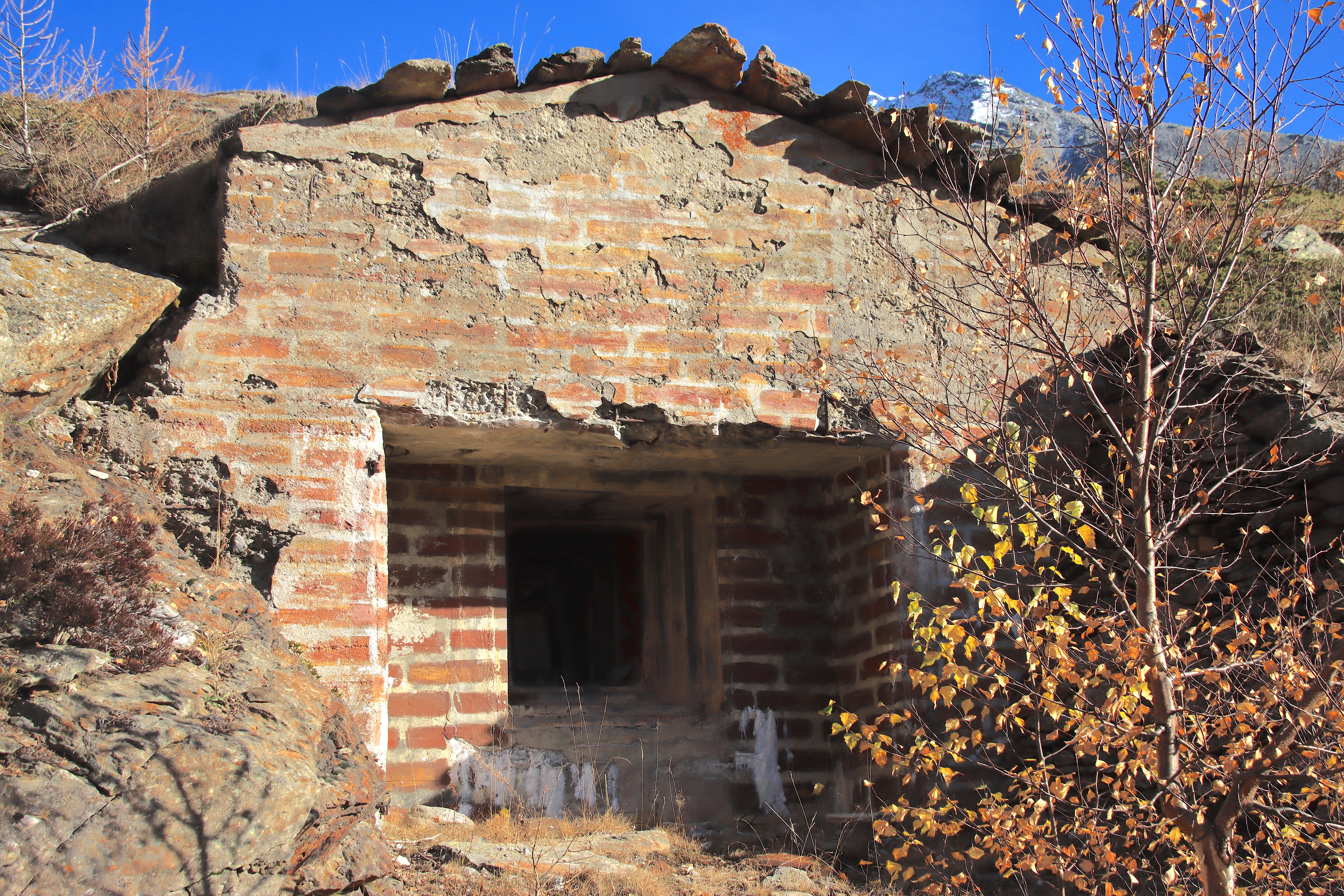
Schiessscharte auf dem Simplonpass aus der Zeit des WWII